# Mesopolobus harithus
Mesopolobus harithus är en stekelart som beskrevs av Sureshan och T.C. Narendran 2002. Mesopolobus harithus ingår i släktet Mesopolobus och familjen puppglanssteklar. Inga underarter finns listade i Catalogue of Life.